# Ligne Mahlmann

La ligne Mahlmann (en allemand Mahlmann Linie) était une ligne de défense allemande dans le nord du Cotentin durant  la bataille de Normandie en juin et juillet 1944. Elle coupait la presqu'île d'ouest en est, s'étendant des plages de Bretteville-sur-Ay à l'ouest jusqu'au sud de la ville de Carentan à l'est, bloquant ainsi la route vers le sud et tout accès vers le reste de la France aux troupes alliées. Elle porte le nom du Generalleutnant allemand Paul Mahlmann qui l'organisa. Son effectif total était de 9 500 hommes. Elle fut enfoncée par le VIIIe corps de l'armée américaine du général Omar Bradley lors de la bataille des haies au prix de lourdes pertes.

## Historique
Lors du début de mise en place du mur de l'Atlantique en 1942, les Allemands s'intéressent aux trois monts qui dominent cette partie nord du Cotentin : le mont Étenclin, le mont Castre et le mont Doville. Lors du renforcement du mur en 1943 et surtout début 1944, ses monts sont fortifiés. Mais la ligne ne sera créée en tant que telle qu'avec l'installation et les aménagements faits par la 353e division d'infanterie dirigée par le général Mahlmann en juin 1944.
Cette ligne de défense sera active pendant la bataille de La Haye-du-Puits à partir du 3 juillet 1944. Quelques semaines auparavant, alors que les troupes américaines coupent le Cotentin en deux le 18 juin à hauteur de Barneville-Carteret, le général Mahlmann profite du fait que l'armée américaine va se focaliser sur la prise de Cherbourg au nord pour réarmer et réorganiser sa ligne en sorte de « mur du Cotentin ». Les derniers éléments de la ligne céderont définitivement vers le 25 juillet 1944, au lancement de l'opération Cobra qui provoquera la percée d'Avranches. Très solide et favorisée par le bocage normand, cette ligne de défense coûta la vie à près de 12 000 soldats américains.
Les Américains n'ont appris son existence qu'au début de l'offensive pour prendre La Haye-du-Puits le 3 juillet 1944 dans des circonstances plutôt insolites. En effet, une patrouille américaine de sept soldats commandée par le lieutenant Stanley Weinberg, guidée par un jeune Français, pénétra dans les lignes allemandes et y captura les servants d'une mitrailleuse. Parmi eux, un officier allemand. Fouillant le prisonnier, les GI's trouvèrent dans sa poche une photo de lui nu et entouré de prostituées. C'est sous la menace de voir atterrir la photo dans les mains de son épouse qu'il révéla la ligne Mahlmann au lieutenant Weinberg.
Bien qu'encore en travaux au moment de l'offensive américaine, la ligne était tout de même déjà opérationnelle et capable d'une défense redoutable comme en témoigne ce récit de l'abbé Paul Levert, curé pendant la Seconde Guerre mondiale de Varenguebec, un village au nord-est de La Haye-du-Puits : 
« Avant le débarquement de juin, les troupes allemandes avaient surtout appliqué leurs efforts à la fortification des trois monts  (cf: le mont Étenclin, le mont Castre et le mont Doville) dont nous avons parlé.
À vrai dire, leur activité consistait surtout en la construction de blockhaus, de casemates et d'observatoires, en nombre réduit. Des travaux assez importants furent cependant effectués sur le mont Étenclin (...). Sur le versant ouest, commandant toute la vallée, depuis La Haye-du-Puits, à gauche, jusqu'à Brix, à droite, en passant par la route de Besneville, d'énormes ouvrages furent entrepris en pleine terre ou plutôt en plein rocher qui, achevés, auraient constitué des abris capable de résister même aux bombes ».

## Répartition
La ligne commence à l'ouest sur les plages de Bretteville-sur-Ay, 5 km au sud de Port-Bail et 6 km au nord-ouest de Lessay, elle continue vers l'est, s'appuyant sur le village de Montgardon  et à ensuite la forme d'un arc de cercle, passant juste au nord de La Haye-du-Puits, Lithaire et Saint-Jores. Ensuite la protection est essentiellement assurée par les marais et les zones inondées de la Sèves et de la Taute jusqu'à Carentan. Une ligne un peu en arrière protège les abords nord du mont Castre.
Au nord-ouest, une avant-ligne mobile située au bord de marécages sert d'éclaireur en cas d'attaque. Ainsi, les Allemands peuvent ralentir la progression des Américains, réunir des informations sur leur stratégie et adapter leur défense. Elle est forte de 3 500 soldats et est formée par les unités encore opérationnelles de la 243e et de la 91e divisions d'infanterie de la Wehrmacht.
Sur la ligne, de Denneville au sud de Carentan, sont repartis les 77e et 353e divisions d'infanterie de la Wehrmacht commandée par le général Mahlmann et la 17e Panzer grenadier division SS Götz von Berlichingen commandée par le Standartenführer Otto Baum. La ligne est soutenue par les fortifications du mont Castre, surplombant la ligne par son arrière, qui sert à la fois de vigie (122 m de hauteur et offrant une vue panoramique sur les rivages est et ouest du Cotentin dont la plage de débarquement d'Utah Beach), La Haye-du-Puits et toutes les hauteurs situées en avant de la ligne, fortifiées elles aussi et que pourraient prendre et se positionner les Américains en attaquant depuis Cherbourg. D'autre part, la ligne contourne et surplombe par le sud les marais de Gorges inondés et protégés par de nombreuses « asperges de Rommel ».
Enfin, une troisième ligne en réserve au sud, la Wasserstellung (en français « position des eaux ») s'étend du havre de Lessay et qui suit les trois cours d'eau l’Ay, la Sèves et la Taute vers l'est et jusqu'à ce qu'elle rencontre la ligne principale à hauteur de Saint-André-de-Bohon. 
Toute la ligne et ses points d'appui sont renforcés par un grand nombre de feldgendarmes et de fallschirmjäger, les parachutistes de la Wehrmacht utilisés comme éléments d'infanterie durant la bataille de Normandie.

## Galerie photo

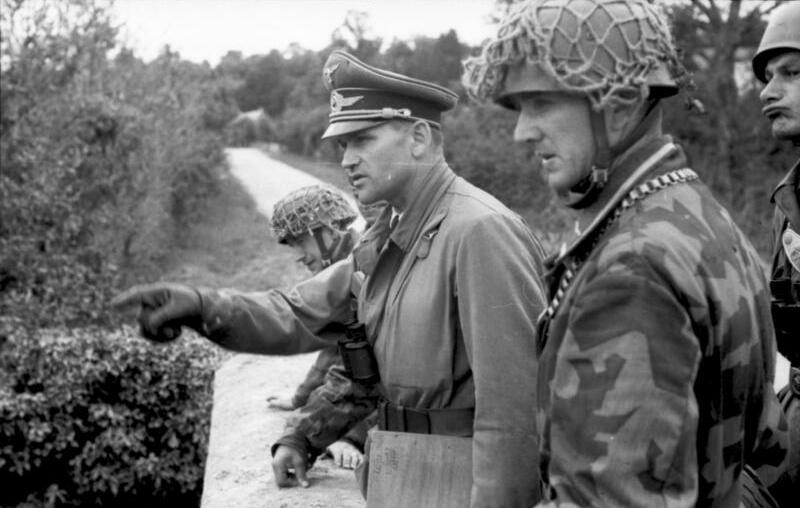
Un officier briefe ses Fallschirmjäger
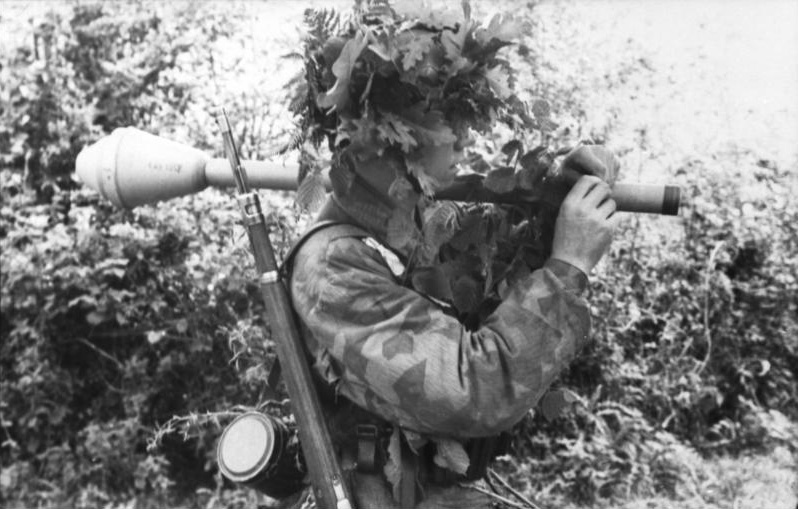
Fallschirmjäger caché avec son Panzerfaust
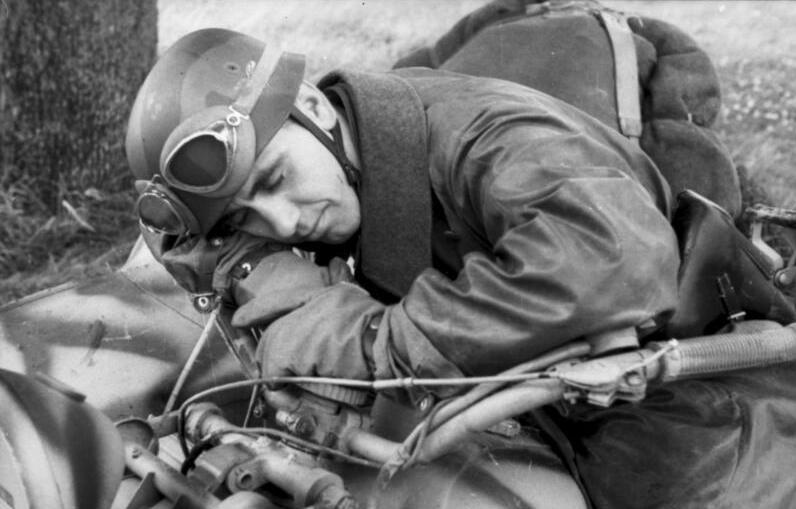
Fallschirmjäger dormant sur sa moto
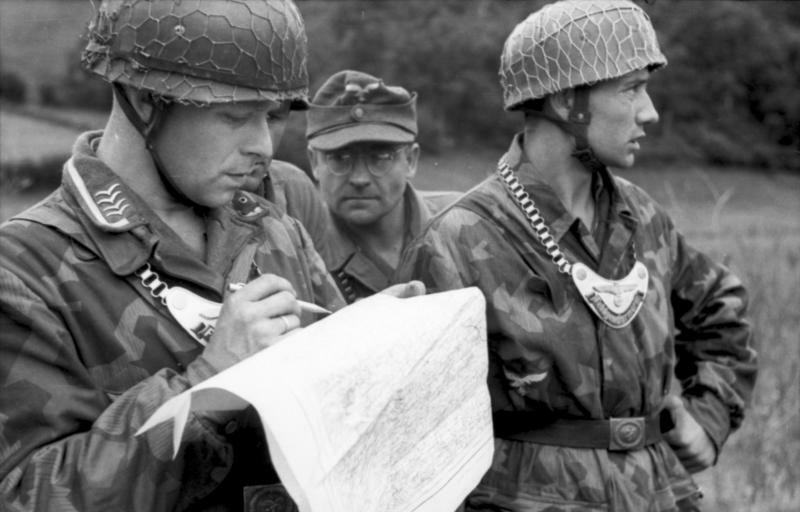
Feldgendarmes étudiant le terrain en Normandie
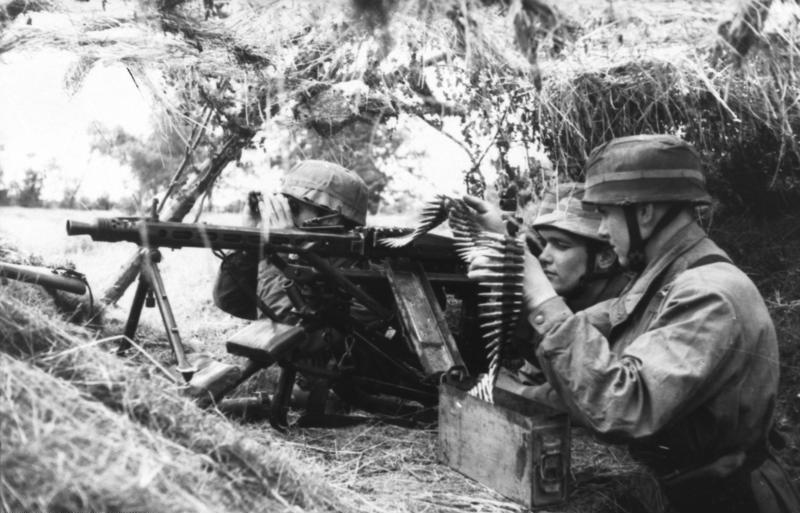
Fallschirmjäger en position dans un bosquet  avec une MG-42